# Hippotion viettei
Hippotion viettei är en fjärilsart som beskrevs av Philippe Darge 1975. Hippotion viettei ingår i släktet Hippotion och familjen svärmare. Inga underarter finns listade i Catalogue of Life.